# Villa Rustica (Burgweinting)

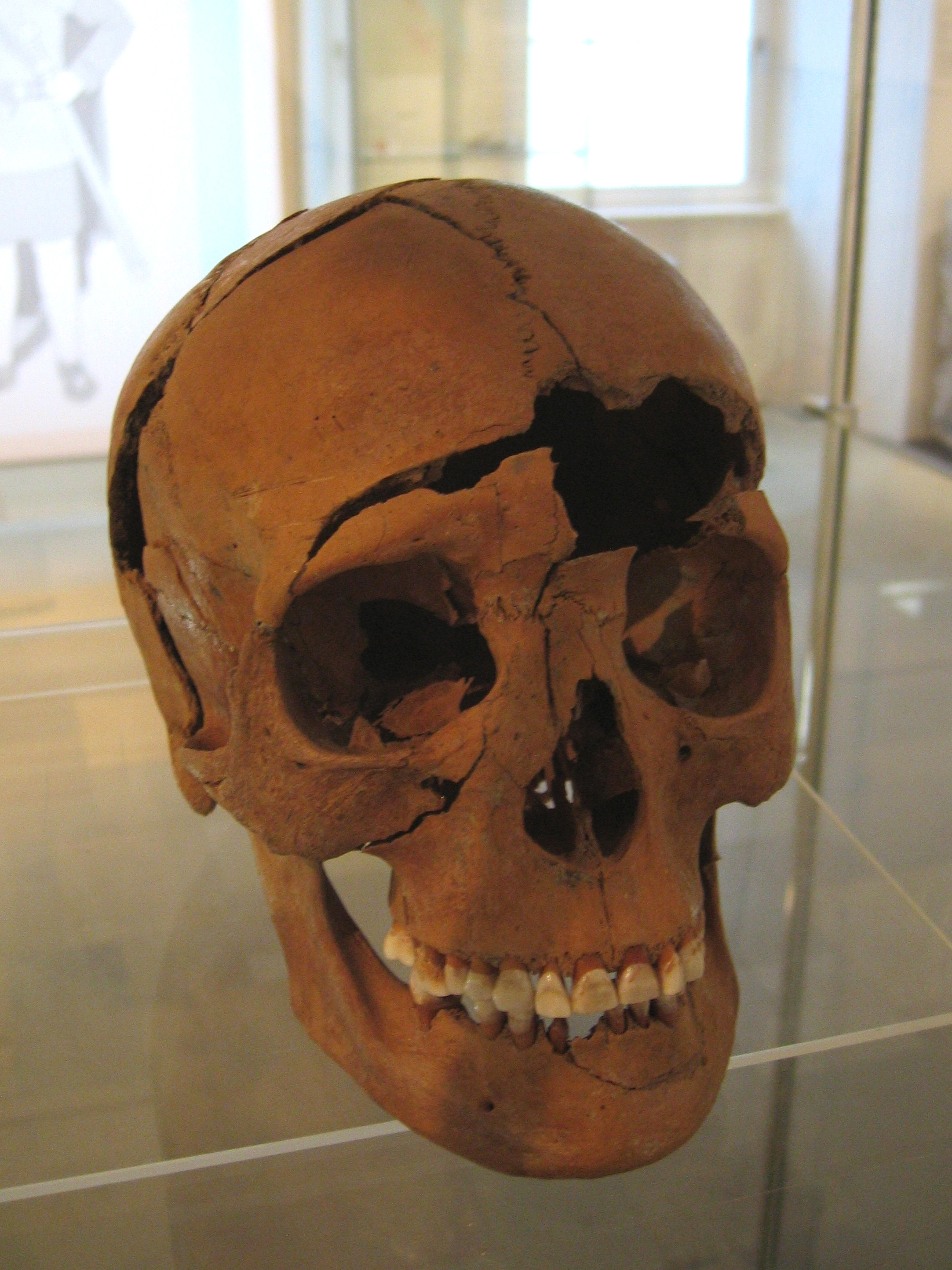
Frauenschädel aus Brunnen I mit Skalpierungsschnittmarken oberhalb der rechten Augenhöhle

Die Villa Rustica Burgweinting ist der Name eines römischen Gutshofes (Villa rustica) bei Burgweinting-Harting, einem Stadtbezirk von Regensburg, in Bayern. Die gefundenen Reste der Villa rustica sind in das dritte und vierte nachchristliche Jahrhundert datiert.
Bereits um 1830 sind an dem Fundort römische Altertümer zu Tage gekommen. Erste Grabungen fanden aber erst 1911 bis 1912 und dann nochmals 1915 und 1916 statt.
Die Anlage der Villa ist von einer rund 400 Meter langen Mauer umgeben und bildet ein unregelmäßiges Rechteck. Im Süden befand sich ein Tor. Innerhalb des ummauerten Bezirkes konnten neun Gebäude ausgegraben werden, die aber sicherlich nicht gleichzeitig in Betrieb waren, zwei weitere Bauten sind anhand von Luftbildern zu erkennen. Im Norden stand die eigentliche Villa, sie hatte unter anderem zwei Räume, mit Hypokausten und einen weiteren Raum, der unterkellert war. Im Süden gab es weitere Bauten, die anscheinend vor allem wirtschaftlichen Zwecken dienten. Innerhalb des Hofes konnte an mehreren Stellen Pflasterung beobachtet werden.
In der Villa fand sich eine Grube mit Tafelgeschirr (Terra Sigillata) aus dem ersten Jahrhundert. Nordwestlich der Villa gibt es einen kleinen Friedhof vom Beginn des zweiten Jahrhunderts. Direkt östlich anschließend befanden sich die Areale zweier weiterer römischer Villen. Ob der Friedhof nur mit diesen beiden Villen in Verbindung steht oder ob sich an der Stelle der hier behandelten Anlage im 2. Jahrhundert ein Vorgängerbau existierte, ist unbekannt. Ein besonderer Fund war ein tönerner Dachaufsatz in Form eines zweistöckigen Rundturms.
Knochenfunde im Brunnen der Villa deuten auf alamannische Raubzüge im 3. Jahrhundert. Die eingeschlagenen Schädel der vermutlich römischen Gutsfamilie waren teilweise skalpiert worden.
Die Anlage der Villa ist heute durch eine Bepflanzung an der Oberfläche sichtbar, während die Überreste der beiden benachbarten Villen bei der Anlage eines Neubaugebietes nach ihrer archäologischen Erforschung zerstört wurden.

## Denkmalschutz
Die hier behandelten antiken Bauten sind Bodendenkmäler nach dem Bayerischen Denkmalschutzgesetz (BayDSchG). Nachforschungen und gezieltes Sammeln von Funden sind genehmigungspflichtig, Zufallsfunde an die Denkmalbehörden zu melden.